# Eisen(II)-phosphat
Eisen(II)-phosphat ist eine chemische Verbindung des Eisens aus der Gruppe der Phosphate, das meist als Octahydrat vorkommt.

## Vorkommen
Eisen(II)-phosphat-Octahydrat kommt natürlich in Form des Minerals Vivianit und als Mischverbindung als Sarcopsid und Ludlamit vor.
Es bildet sich auch in der Kanalisation unter anaeroben Milieubedingungen bei Vorhandensein oder Zugabe von Eisenverbindungen.

## Gewinnung und Darstellung
Eisen(II)-phosphat kann durch Fällungsreaktion aus Eisen(II)-sulfat und Natriumphosphat gewonnen werden.
{\displaystyle {\ce {3 FeSO4 + 2 Na3PO4 -> Fe3(PO4)2 + 3 Na2SO4}}}
Löst man Eisen in Phosphorsäure, so entsteht jedoch mit Fe(H2PO4)2·2 H2O ein anderes Phosphat in Form von farblosen Nadeln. Die Anhydratform kann durch Reaktion von Eisen(III)-nitrat mit Ammoniumdihydrogenphosphat und anschließende Erhitzung des braunen Zwischenproduktes gewonnen werden.

## Eigenschaften
Eisen(II)-phosphat ist ein farbloser Feststoff. Das Anhydrat besitzt eine monokline Kristallstruktur mit der Raumgruppe P21/c (Raumgruppen-Nr. 14).  Das Tetrahydrat besitzt eine Kristallstruktur mit der Raumgruppe P21/a (Raumgruppen-Nr. 14, Stellung 3) und das Octahydrat eine monokline Kristallstruktur mit der Raumgruppe C2/m (Raumgruppen-Nr. 12).
Frisch ausgefälltes Eisen(II)-phosphat-Octahydrat hat eine leicht bläulich-graue Farbe, die sich durch eine leichte Autooxidation des Eisens nach kurzer Luftexposition in Indigo-Blau verwandelt. Blaue Farben werden in natürlichen Vivianiten beobachtet, da sie ebenfalls teilweise oxidiert sind. Eine starke Oxidation von Vivianit führt zu einer fortschreitenden Zerstörung seiner kristallinen Struktur, so dass eine röntgenamorphe Verbindung entsteht. Gleichzeitig ändert sich seine Farbe zu olivgelb und schließlich zu einem hellen gelblichen Braun.

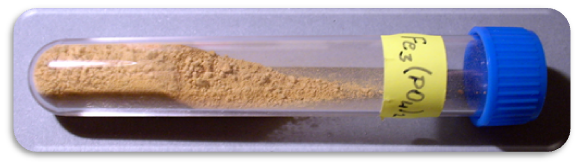
Eisen(II)-phosphat-Octahydrat

## Verwendung
Vivianit (Torfvivianit) wurde gelegentlich als Phosphordünger verwendet.

## Phosphatfalle
Das Redox-Gleichgewicht zwischen Eisen II und Eisen III ist in der Hydrologie bei zum Eutrophieren neigenden Gewässern von Bedeutung. Der als schwerlösliches Eisen(III)-phosphat am Grund gebundene Phosphor, kann bei Sauerstoffmangel frei gesetzt werden. Durch Reduktion wird das Eisen in das leichter lösliche Eisen(II)-phosphat, umgewandelt und so kann frei werdender Phosphor die Eutrophierung steigern.